# Szép asszonyok egy gazdag házban
A Szép asszonyok egy gazdag házban (kínai: 金瓶梅; pinjin (pinyin) hangsúlyjelekkel: Jīn Píng Méi, magyaros: Csin ping mej) a kínai irodalom egyik klasszikus regénye. Ismeretlen szerző írta a Ming-dinasztia késői szakaszában. Első nyomtatott változata 1610-ben jelent meg.
A regény főhőse egy dúsgazdag kereskedő, aki kizárólag vidám élvezeteinek él. Számos felesége és ágyasa mellett minden erkölcsi gátlás nélkül veti ki hálóját barátai, üzlettársai feleségeire is. Pénzzel minden problémát el tud intézni, később hivatalt is vásárol magának, amiből újabb bevételei származnak. A színes kisvárosi forgatag alapvető erkölcstelenségének ábrázolása mellett háttérként az egész állam súlyos gondjai is megjelennek a regényben. A család bukása az uralkodó dinasztia bukásával párhuzamban megy végbe. A könnyed, vidám cselekmény mögött áttételesen súlyos erkölcsi tanulságok fogalmazódnak meg.

## Címe
A kínai nyelv sajátosságai miatt a mű címe több különböző, de egymással rokon értelmezésre nyújt lehetőséget. A kínai cím – Csin Ping Mej (Jin Ping Mei) – három szótagja (egyben szava) a főhős, a kéjenc Hszi-men Csing (Ximen Qing) három nagy szerelmének a nevéből áll össze: a Csin (Jin) („arany”) szó Aranylótusz (潘金蓮, Pan Csin-lien (Pan Jinlian)), a Ping („váza”) szó Ping asszony vagy Váza asszony (李瓶兒, Li Ping-er (Li Ping'er)), a Mej (Mei) szócska pedig Tavasziszilva szobalány (龐春梅, Pang Csun-mej (Pang Chunmei)) nevéből. A cím közvetlen értelmezése tehát kínaiul Arany vázában szilvavirágok, kissé elvontabban pedig szép nők egy gazdag házban. További áttételes értelmezésekre nyújt lehetőséget, hogy mindhárom szótag az emberi természet egy-egy vonására is utal, így a szilvavirág a szexualitást szimbolizálja.

## Szerzője
A szerző nevét a könyv kínai kiadásaiban úgy adták meg, hogy A csúfolódó tudós Lanlingból, azaz Lanling Hsziaohsziao Seng (Lanling Xiaoxiao Sheng) (蘭陵笑笑生), ami nyilvánvalóan álnév. A tényleges szerző meghatározására számos kísérlet történt. Egy 17. századi feljegyzés szerint a Csia-csing (Jiajing) uralkodási periódus (1522–1566) egy „nagyon híres írástudója” volt. Egy legenda szerint a regényt írója családi ellenségéről, az első miniszterről mintázta, akinek el is küldte a könyvet. Előtte azonban méreggel kente be a könyv lapjainak sarkát, hogy amikor az – szokása szerint – ujjait nyálazva lapoz benne, lelje vesztét az olvasás végére.
Arthur Waley angol sinológus a szerzőjelöltek közül a legvalószínűbbnek Hszü Vej (Xu Wei)t (1520–1593) tartja, de csupán azon az alapon, hogy a könyv egyetlen fennmaradt 17. századi kéziratát az ő családja birtokolta. Franz Kuhn, a regény első európai fordítója azt is felvetette, hogy az író nő lehetett; szerinte egyes erotikus részletek megfogalmazása erre utal.

### A mű keletkezésének ideje
A könyvről az első fennmaradt kritikát Jüan Hung-tao (Yuan Hongdao) (1568–1610) kínai költő írta 1595 és 1600 között, ami meghatározza a mű keletkezésének lehetséges legkésőbbi időpontját. Ő a könyvet művészi rang szerint a már akkoriban is páratlanul népszerű Vízparti történethez hasonlította.
Első nyomtatott kiadására 1610-ben került sor Szucsou (Suzhou)ban. Ebből nem maradt fenn példány, csak az 1617-es kiadásból. A regény már a 17. században rendkívül népszerű lett, 1708-ban mandzsu nyelvre is lefordították. A 18. században több alkalommal is betiltották, pornográfnak minősítve, ez persze nem ártott közkedveltségének.

## Tartalma
A regény a 12. században játszódik, de tulajdonképpen az írásakor fennálló közállapotokról, erkölcsökről szól. A cselekményt írója az Északi Szung-dinasztia (Song-dinasztia) utolsó nagy uralkodójának, Huj-cung (Huizong) császárnak a korába (1100–1126) helyezi. Ez a császár a művészetek bőkezű támogatója volt, maga is jelentős festő, de a kormányzással nem törődött, ezért birodalma hamarosan belső felkelések (amit a Vízparti történet örökített meg) és a dzsürcsik külső támadásának martaléka lett. Utódainak fel kellett adniuk Észak-Kínát és csak délre menekülve sikerült még egy ideig, a mongol hódításig, fenntartaniuk hatalmukat. A szerző saját korát, igen jó érzékkel és teljes joggal, hasonlatosnak látta a hanyatló Szung (Song) korhoz, gyakorlatilag megjósolta a Ming-dinasztia bukását, ami 1644-ben, fél évszázaddal később következett be.

### A kor társadalma
A kor kisvárosi társadalmának mindennapjait a regény plasztikusan ábrázolja. A háttér ismeretéhez, a cselekmény értelmezéséhez jó tudni, hogy az egész társadalom megélhetése a faluközösségi parasztság adózásán alapult. Az ipar döntő része a hivatalnok-állam kezében volt. A gazdasági központokban nagyarányú közvetítő kereskedelem folyt, amiből hatalmas magánvagyonok halmozódtak fel. A meggazdagodott kereskedők azonban az ázsiai termelési mód viszonyai között nem tudták az iparba vagy más termelő tevékenységbe fektetni pénzüket, hanem felélték, illetve párhuzamos „karrierjükbe”, állami hivatalok megszerzésébe fektették azt, ami aztán további jövedelmeket biztosított számukra a mindent átfogó korrupció révén. A gazdaság és a politika züllése a társadalmi-emberi viszonyokban, a köz- és magánerkölcsök korhadásában is tükröződött.
A regény írásának idején a kínai kisvárosi társadalomnak ezek az élősdi vonásai különösen érzékelhetően nyilvánultak meg. A kereskedővárosok tarka forgataga ugyanakkor lehetővé tette a kritikai szemlélet kialakulását, valamint a nagyepikai művek, a regények megjelenését is. Ezek a piactereken a hivatásos mesélők által „alkalomról alkalomra” folytatásokban előadott hosszú történetekből fejlődtek ki. (A kínai nyelvben a „fejezet” szó az „alkalom” – huj (hui) – szóból fejlődött ki.)
A cselekmény szövése is karakterisztikus ázsiai vonásokat mutat: mivel az egyén szerepe háttérbe szorul a csoportokéhoz képest, a „főhős” halála nem vet véget a történetnek, az töretlenül folytatódik a további szereplők sorsának elbeszélésével.
A regényből bőséges ismereteket lehet szerezni a korabeli kisvárosi élet számos részletéről – anélkül azonban, hogy egy szót is vesztegetne az író a környező falvak robotosairól, akik mindezt munkájukkal fenntartják. Érdekes látni az élet és halál viszonylagos jelentéktelenségét. A korabeli demográfiai viszonyoknak megfelelően az emberek huszon-harmincéves korukban is az egyik napról a másikra életüket veszthették ilyen-olyan betegségek következtében.

#### Jellemábrázolás
A mű kitűnően bemutatja a személyiségek helyzetének korlátozottságát a középkori kínai társadalomban. A szereplők ezer szállal kötődnek családi, szomszédsági és távolabbi társadalmi környezetükhöz, magánéletük gyakorlatilag nem létezik, sorsuk alakulása alig függ saját cselekedeteiktől. Az egyéniség szerepének kibontakozása ezek között a szó filozófiai értelmében is „ázsiai” körülmények között alig lehetséges, ezért a regényben európai értelemben véve bonyolultabb jellemekkel nem találkozunk. Ugyanakkor kínai viszonylatban és a kor színvonalához képest a főszereplők már meglehetősen sokoldalúan jellemzett alakok. A szereplőknek ez a viszonylagos egyéniesítése nagy előrelépés a kínai irodalomban, ez teszi a művet a 16. század legjobb regényévé a kínai irodalomban. Később is csak a legjelentősebb kínai klasszikus regénynek tartott A vörös szoba álma lép tovább ezen a téren, mintegy 200 évvel később, és annak éppen ez a regény a legfontosabb irodalmi előzménye.

#### Erotika

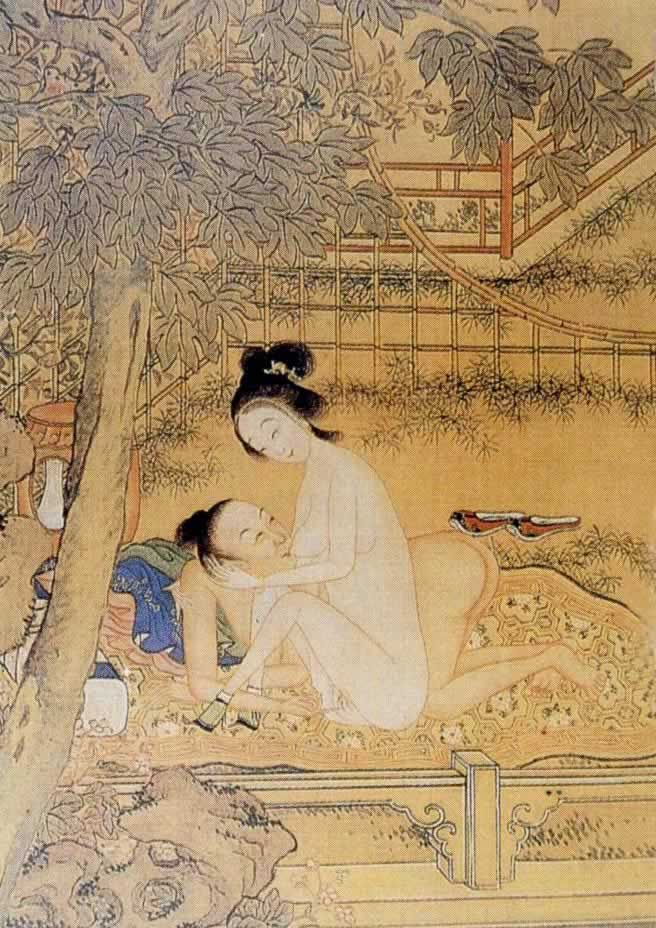
Középkori kínai erotikus ábrázolás

A regényt már a 17. századtól ismételten betiltották pornográfnak minősített tartalma miatt. A 20. században is volt olyan irodalomtörténész, aki sajnálkozását fejezte ki, hogy ezt az „egyébként” kiváló regényt átszövik a pornográf részletek. A kor reális és egyben művészi ábrázolásához azonban ez elengedhetetlen volt. Lu Hszün is megállapította irodalomtörténeti munkásságában, hogy a 15. és 16. században Kínában nagyon divatos volt a „szerelem művészete”. Konkrét esetek ismeretesek, amikor egyesek magas állásokhoz jutottak annak révén, hogy hatásos nemi izgatószereket ajánlottak feletteseiknek vagy a császárnak. Virágzott ebben az időben egy valóban pornográf irodalom is.
A regény reálisan ábrázolja a kort, amelyben kereskedők által szerzett vagyon felhasználásának nem lehetett más módja, mint annak felélése, az evés, ivás, öltözködés, és a nemiség, a szeretkezés. A testi élvezetek kielégítése, benne kiemelten a szexualitás, nem ismert korlátokat – ez is jelezte a kor keleti világának perspektívátlanságát.

#### A vallás megjelenítése
A regény meglehetősen tiszteletlenül bánik a vallásokkal, különösen azok szolgáival. A korban több vallás is párhuzamosan virágzott Kínában, az eredeti kínai univerzalizmus – aminek lényege az ősök tisztelete – mellett a buddhizmus, a taoizmus és a különféle varázslók és boszorkányok még ősibb gyökerekből táplálkozó hitvilága.
A Csin Ping Mej (Jin Ping Mei) a kor több más irodalmi alkotásához hasonlóan a buddhista szerzeteseket és apácákat alacsony származású, közönséges emberekként ábrázolja, annak ellenére, hogy a buddhizmusról magáról bizonyos tisztelettel beszél. A regény különösen az apácákról festett rossz képet, akik az úriasszonyok kegyeibe férkőztek és mindenféle babonával meg pletykával traktálták őket, sőt kerítői szolgálatokat is elláttak. Maguk pedig gyakran a szabad szerelemnek hódolnak.
A regény gyakran komolyabban veszi a hagyományos varázslók praktikáit, mint a tételes vallásokat. Végül azonban a történet egyfajta buddhista morális tanulsággal szolgál, mivel Hszi-men Csing (Ximen Qing) fia azzal teszi jóvá apja bűneit, hogy a vallás szolgálatába áll.

### A regény előzményei
A Csin Ping Mej (Jin Ping Mei) előzményeihez tartozik A három királyság című történelmi elbeszélés, egy laza szerkezetű mondaciklus. Közelebbi előzménye a Vízparti történet, ami nagyon hasonlít egy pikareszk regényre, de nem egyetlen hőse van, hanem sok, akik származásuk és sorsuk különbözőségével járulnak hozzá a teljesebb társadalmi körképhez. Előzménynek lehet még tekinteni a Nyugati utazás című regényt, ami csak kevéssel korábban íródhatott.
A regény alapötlete, Vu Ta (Wu Da) meggyilkolása és bátyjának, Vu Szung (Wu Song)nak a bosszúja a Vízparti történetből származik. Ott azonban ez csak epizód volt egy meseszerű történetben, míg itt egy realista regény kiindulópontja lett.

## Cselekménye
|  | Alább a cselekmény részletei következnek! |

Hszi-men Csing (Ximen Qing), a gondtalan életet élő dúsgazdag kereskedő cimboráival tíztagú baráti társaságot alakít, testvéri hűséget fogadva egymásnak, hogy még több okuk legyen a tivornyázásra. Felesége és ágyasai természetesen nem szórakozhatnak együtt a férfiakkal, ezért összejöveteleiket legtöbbször „virágudvarokban”, nyilvánosházakban tartják, gyakran napokig mulatva.
Aranylótusz, a kis termetű Vu Ta (Wu Da) utcai pástétom-árus ragyogóan szép, nagyravágyó és élvhajhász felesége anyagi és szexuális szempontból egyaránt messzemenően elégedetlen sorsával. Megpróbálja elcsábítani férje daliás bátyját, a tigrisölő hőst, Vu Szung (Wu Song)ot, azonban kudarcot vall.
Hszi-men Csing (Ximen Qing) véletlenül találkozik Aranylótusszal annak háza előtt, és azonnal megtetszenek egymásnak. Egy szomszédos kerítőnőn keresztül hamarosan megszervezik találkozóikat. A kisvárosban azonban semmi nem maradhat titokban. Amikor a férj felelősségre vonja a csábítót, az hasba rúgja, felesége pedig ápolás helyett megmérgezi, úgyhogy hosszas agónia után fájdalmas halált hal.
Pénzzel mindent el lehet intézni: Hszi-men Csing (Ximen Qing) megvásárolja a halottkémet, majd a bírót is, akihez a távoli útjáról hazatérő Vu Szung (Wu Song) fordul. Utóbbi panaszával csak azt éri el, hogy kalodával a nyakában száműzik.
Aranylótusz immár ötödik feleségként beköltözik Hszi-men Csing (Ximen Qing) házába, és törekszik magát elfogadtatni, majd kiemelni a többi asszony rovására. Azonban lassacskán ő is háttérbe szorul a férj újabb és újabb hódításai miatt. Egy jóképű szolgával, valamint sógorával, Csennel igyekszik vigasztalódni.
Hszi-men Csing (Ximen Qing) következő „nagy szerelme” gazdag barátjának a felesége, Ping (Váza) asszony. Hua testvér, a „tízek” baráti társaságának tagja családi peres ügyekbe keveredik. Felesége és barátja, akik már szemet vetettek egymásra, csak ímmel-ámmal támogatják, Hua pedig, gondjai és egy megfázás következtében 24 éves korában a „szerelmesek” megkönnyebbülésére távozik az élők sorából.
Hszi-men Csing (Ximen Qing) feje köré közben veszélyfelhők gyűlnek, de nem a saját becstelenségei, hanem a fővárosi klikkharcok következtében. Egyik fő pártfogója a vesztes oldalra kerül, és így a szokásos módon annak híveit is száműzetésre ítélik. Hősünknek mélyen a zsebébe kell nyúlnia, hogy ezt a fenyegetést elhárítsa. Végül annyira jól sikerül kivásárolnia magát a bajból, hogy egyúttal hivatalnoki, bírói rangot kap; ezentúl már nem csak gazdag kereskedő, hanem mandarin, a hivatali nemesség tagja. Ping asszony nem sokkal később, vagyonával együtt hozzá költözik, és a hatodik felesége lesz.
Hszi-men Csing (Ximen Qing) a magas hivatali poszt elnyerésével elfoglaltabb lesz, mozgalmasabb társadalmi életet él, megnőnek reprezentációs kiadásai. Ami a korrupciót illeti, most már komoly bevételei is származnak megrendelésre született ítéleteiből, nem csak kiadások terhelik.
Családi életében a fő helyre Ping asszony kerül, aki hamarosan teherbe is esik és megszüli a várva várt első fiút Hszi-men Csing (Ximen Qing) számára. Ez még jobban férjéhez köti, aki egyébként emellett tovább űzi szerelmi kalandjait házán belül és kívül egyaránt. Ping asszony kisfia a végletekig csigázza Aranylótusz féltékenységét. Az ötödik feleség végül több kísérlet után sikeresen elteszi láb alól a gyermeket, ami közvetve Ping asszony halálát is okozza. Hszi-men Csing (Ximen Qing) mély gyászba merül.
Hszi-men Csing (Ximen Qing) egy buddhista szerzetestől a férfierőt növelő pirulákhoz jut, azzal a szigorú utasítással, hogy alkalmanként csak egyet vehet be belőlük. A csodaszer csak tovább ösztönzi kicsapongásait.
Holdasszony hosszabb idő után, szintén buddhista apácák szerei segítségével teherbe esik. Korholására Hszi-men Csing (Ximen Qing) egy időre igyekszik korrektebben viselkedni, de ígéreteiről hamar megfeledkezik. Aranylótusz féltékenysége újra fellángol Holdasszony terhessége miatt.
Hszi-men Csing (Ximen Qing) egy fárasztó kalandjáról hazatérve Aranylótusznál térne nyugovóra, de az asszony a részeg férfiba diktálja három utolsó varázspiruláját, hogy kedvét tölthessen vele. A férfi szervezete összeomlik és néhány nap múlva fájdalmas halált hal. Holdasszony ugyanaznap szüli meg kisfiát.
A történet tovább folytatódik, immár az eddigi főszereplő nélkül. A háztartás felbomlását Holdasszony erőfeszítései csak fékezni tudják, a feleségek és ágyasok fokozatosan távoznak, ki hivatalos új családra lel, ki pedig megszökik a kincsek egy részével.
Aranylótusz és Csen, Hszi-men Csing (Ximen Qing) lányának férje szorosabbra fűzi kapcsolatát. Az asszonyt azonban utoléri végzete: a tigrisölő Vu Szung (Wu Song) amnesztiával szabadul száműzetéséből, és első dolgának tekinti a bosszúállást. Mivel Hszi-men Csing (Ximen Qing) már nem él, csak Aranylótuszt és a testvérének meggyilkolásában közreműködő kerítő-asszonyt öli meg kegyetlenül, majd rablónak áll a hegyekben.
Holdasszony fogadalmának megfelelően egy hegyi kolostorban mutat be áldozatot férje emlékére, de ott csaknem erőszak áldozatává válik. Menekülés közben egy remete segíti a hegyekben, akinek szorult helyzetében odaígéri fiát tanítványnak – tizenöt évvel későbbre.
Folytatódik a család és a háztartás széthullása, közben az állam is omladozik az északi hódítók csapásai alatt. Hszi-men Csing (Ximen Qing) volt feleségeinek, ágyasainak sorsa változatosságuk ellenére egy irányba, a pusztulás felé mutat. Egyedül Holdasszony őrzi meg tisztességét.
Tizenöt év elteltével megjelenik a buddhista remete, és a kicsikart ígéretnek megfelelően elragadja fiút, mondván, hogy egyébként ő is züllött apja nyomdokaiba lépne, de az ő tanítványaként megmenekülhet a lelke. 
|  | Itt a vége a cselekmény részletezésének! |

## Mai értékelése
A Csin Ping Mej (Jin Ping Mei) mérvadó mai értékelések szerint nem csak a kínai, hanem a világirodalom első igazi társadalmi regénye, pszichologizáló és realisztikus alkotás. A szereplők a korban egyedülállóan életszerűek, jellemük egyéni, és a történet előrehaladtával változik, formálódik is. A lebilincselő olvasmány egyben kemény társadalomkritikát hordoz, leleplezi a késői Ming korának romlottságát és dekadenciáját.
A regény által ábrázolt társadalom az ázsiai termelési mód tipikus példája ennek az elméletnek a hívei szerint, mivel az egész társadalom alapja a faluközösségi parasztság állami adóztatása. A manufaktúra jellegű ipar döntő része, akárcsak elméletileg az egész ország, minden lakójával és termelő erejével együtt, a császár tulajdonában van. A hivatalnoki réteg egybefonódik a nemességgel, az egyének sorsa az udvari klikkek harcától, végső soron a császár szeszélyétől függ, nem pedig saját teljesítményüktől. A meggazdagodott kereskedők élősdiek maradnak, tőkéjüket nem tudják az ipari termelésbe fektetni, csak felélni és korrupcióra használni.
A mű abban is az első a kínai irodalomban, hogy hírt ad egy színi előadásról. A Ping asszony halála miatt rendezett gyászünnepségre szerződtet a család egy társulatot az alkalomhoz illő jelenet bemutatására.

## Kiadásai

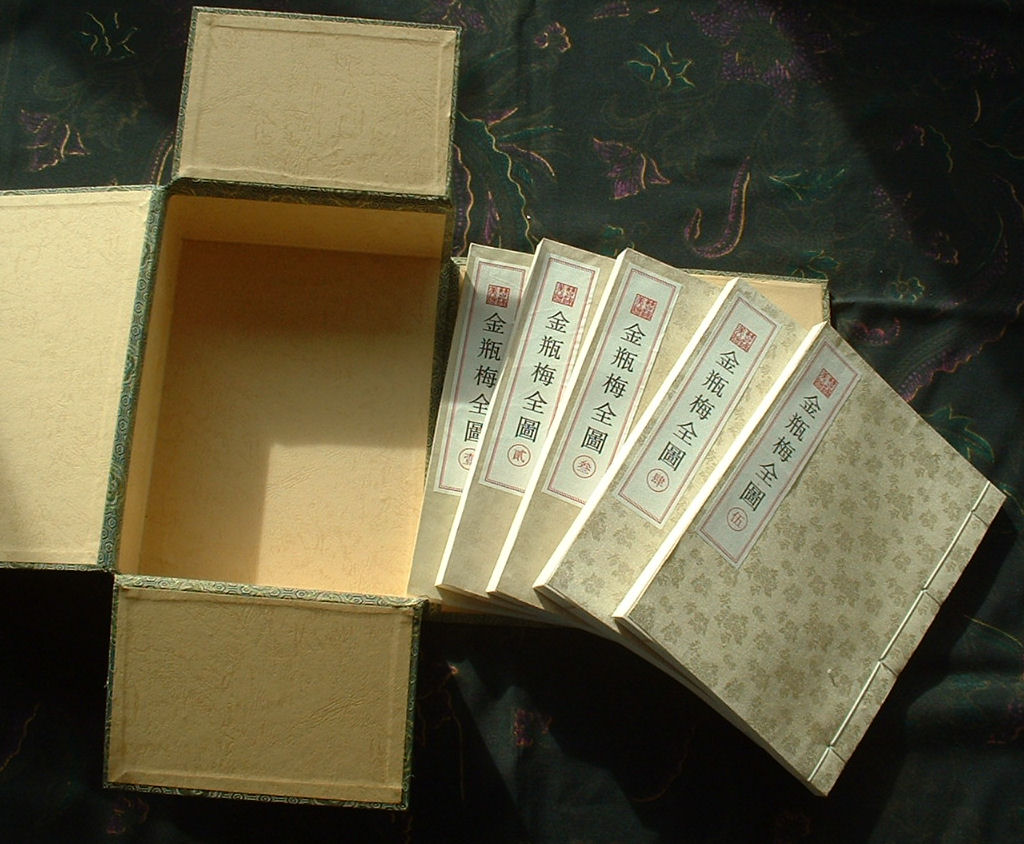
Egy többkötetes kínai kiadás díszdobozban

A regény első nyugati nyelvű fordítása a német volt, és 1862 és 1869 között jött létre. Hans Conon von der Gabelentz és fiai csaknem a teljes szöveget adták vissza németül, de kiinduló nyelvnek nem a kínait, hanem az 1708-as mandzsu nyelvű kiadást választották, mert a mandzsu nyelv a korai sinológusok számára egy könnyebben elsajátítható híd-nyelvet jelentett a kínai felé. Ez a fordítás azonban csak rövid kivonatokban jelent meg, és teljes szövegét később sokáig elveszettnek hitték, mígnem Martin Gimm 1998-ban a Türingiai Állami Archívumban, az Altenburg-kastélyban újra felfedezte azt.
Otto Kibat (1880–1956) és testvére, Artur Kibat (1878–1961) az 1920-as években egy több mint 3000 oldalas, szöveghű fordítást készített. A kiadást öt kötetre tervezték, de az első két kötet 1928-as, majd 1932-es megjelenése után 1933-ban, Hitler hatalomra kerülése után a művet betiltották. A teljes mű csak 1967-83 között jelenhetett meg, egy kommentárokat tartalmazó kötettel együtt.
Egy erősen lerövidített, és főleg a szexuális vonatkozásokban visszafogott német fordítás 1930-ban jelent meg Franz Kuhn tollából Kin Ping Meh oder Die abenteuerliche Geschichte von Hsi Men und seinen sechs Frauen címmel. Az első magyar fordítást ebből a változatból készítette Mátrai Tamás 1964-ben. Ezt a változatot azóta tucatnyi alkalommal, nagy példányszámban adták ki hazánkban, eleinte az Európa Könyvkiadó. 1978-ban már az ötödik kiadás jelent meg, 89 940 példányban. A nyolcvanas évektől kezdve aztán más kiadók is bekapcsolódtak megjelentetésébe, de új, teljesebb fordítás még nem készült.
Angolul 1939-ben készült el egy teljes fordítás The Golden Lotus címmel Clement Egerton tollából, négy kötetben. A fordító munkáját a híres kínai író, Lao She segítette, ő azonban a regény jellege miatt közreműködését titokban tartatta. Bár a szöveg teljes, a „kényesebb” szexuális tartalmú részek latinul szerepelnek benne.
2008-ban Clement Egerton munkáját újra kiadták a Library of Chinese Classics sorozatban, mégpedig a kínai szöveggel együtt (az egyszerűsített kínai írásjegyekkel), tükörformátumban. Ez a kiadás öt kötetet tesz ki.
A legjobb angol fordításnak David Tod Roy munkáját tartják. Ezt a Princeton University Press jelentette meg 1993 és 2011 között négy kötetben.

## Feldolgozásai
A Thália Színház 1984-ben Kazimir Károly rendezésében előadta a regény színpadi változatát. A főbb szerepeket Bitskey Tibor, Kozák András, Drahota Andrea, Szerencsi Éva, Gór Nagy Mária, Polónyi Gyöngyi játszották.
A regény számos, főleg hongkongi filmfeldolgozása közül az első 1974-ben született meg a Shaw Brothers Studio révén Golden Lotus címmel. Ebben a fiatal Jackie Chan is kapott egy epizódszerepet. Egy frissebb feldolgozás a 2009-es The Forbidden Legend: Sex and Chopsticks (A tiltott legenda: szex és evőpálcikák) című újabb hongkongi film. Ez már a szexuális témára helyezi a hangsúlyt.
Roberto Raviola (Magnus néven publikál) képregényíró elkészítette a Jin Ping Mei rövid képregény-változatát 110 Sexpills címen, de még a keleti névsorrendre sem fordított figyelmet, így felcserélte a főszereplő család- és személynevét.

## Magyarul
- Szép asszonyok egy gazdag házban. Ismeretlen kínai szerző regénye a XVI. század végéről, 1-2.; németből ford. Mátrai Tamás, versford. Pór Judit, utószó Tőkei Ferenc; Európa, Bp., 1964
- Titkos találkák. Részlet a Szép asszonyok egy gazdag házban című XVI. századi kínai regényből; ford. Mátrai Tamás; Népszava, Bp., 1989 (Pajzán történetek)